# Wesmaelius transsylvanicus
Wesmaelius transsylvanicus is een insect uit de familie van de bruine gaasvliegen (Hemerobiidae), die tot de orde netvleugeligen (Neuroptera) behoort. 
Wesmaelius transsylvanicus is voor het eerst wetenschappelijk beschreven door Kis in 1968.